# Lagorina
Lagorina là một chi bọ cánh cứng trong họ Meloidae.
Chi này được miêu tả khoa học năm 1858 bởi Mulsant & Rey.

## Các loài
Các loài trong chi này gồm:
- Lagorina scutellata (Laporte, 1840)
- Lagorina sericea (Waltl, 1835)